# MTN Qhubeka/Saison 2012
Dieser Artikel listet Erfolge und Fahrer des Radsportteams MTN Qhubeka in der Saison 2012 auf.
Die UCI gab am 26. Januar 2012 bekannt, dass das Team als eines von drei afrikanischen Continental Teams aufgrund seiner Platzierung in einem fiktionalen Ranking zu Saisonbeginn Startrecht zu allen Rennen der ersten und zweiten UCI-Kategorie der UCI Africa Tour 2012 hat.

## Erfolge in der UCI Africa Tour
| Datum               | Rennen                                              | Kat. | Fahrer                      |
| ------------------- | --------------------------------------------------- | ---- | --------------------------- |
| 1. März             | Südafrikanische Meisterschaft – Einzelzeitfahren    | NC   | Reinardt Janse van Rensburg |
| 4. März             | Südafrikanische Meisterschaft – Straßenrennen (U23) | NC   | Calvin Beneke               |
| 23. März            | 1. Etappe Tour du Maroc                             | 2.2  | Reinardt Janse van Rensburg |
| 25. März            | 3. Etappe Tour du Maroc                             | 2.2  | Arran Brown                 |
| 26. März            | 4. Etappe Tour du Maroc                             | 2.2  | Arran Brown                 |
| 27. März            | 5. Etappe Tour du Maroc                             | 2.2  | Reinardt Janse van Rensburg |
| 28. März            | 6. Etappe Tour du Maroc                             | 2.2  | Reinardt Janse van Rensburg |
| 30. März            | 8. Etappe Tour du Maroc                             | 2.2  | Reinardt Janse van Rensburg |
| 31. März            | 9. Etappe Tour du Maroc                             | 2.2  | Arran Brown                 |
| 31. März            | Namibische Meisterschaft – Straßenrennen            | NC   | Lotto Petrus                |
| 1. April            | 10. Etappe Tour du Maroc                            | 2.2  | Arran Brown                 |
| 1. April            | Namibische Meisterschaft – Einzelzeitfahren         | NC   | Lotto Petrus                |
| 23. März – 1. April | Gesamtwertung Tour du Maroc                         | 2.2  | Reinardt Janse van Rensburg |
| 30. Mai             | 1. Etappe Tour of Eritrea                           | 2.2  | Jani Tewelde                |
| 31. Mai             | 2. Etappe Tour of Eritrea                           | 2.2  | Jacques Janse van Rensburg  |
| 2. Juni             | 4. Etappe Tour of Eritrea                           | 2.2  | Jani Tewelde                |
| 30. Mai – 3. Juni   | Gesamtwertung Tour of Eritrea                       | 2.2  | Jacques Janse van Rensburg  |
| 23. Juni            | Eritreischer Meister – Einzelzeitfahren (U23)       | CN   | Jani Tewelde                |
| 21. Oktober         | Ruandische Meisterschaft – Straßenrennen            | NC   | Adrien Niyonshuti           |

## Erfolge in der UCI Europe Tour
| Datum              | Rennen                             | Kat. | Fahrer                      |
| ------------------ | ---------------------------------- | ---- | --------------------------- |
| 28. April          | 4. Etappe Tour de Bretagne         | 2.2  | Reinardt Janse van Rensburg |
| 25. April – 1. Mai | Gesamtwertung Tour de Bretagne     | 2.2  | Reinardt Janse van Rensburg |
| 4. Mai             | Prolog Ronde van Overijssel        | 2.2  | Reinardt Janse van Rensburg |
| 4.–5. Mai          | Gesamtwertung Ronde van Overijssel | 2.2  | Reinardt Janse van Rensburg |
| 6. Mai             | Circuit de Wallonie                | 1.2  | Reinardt Janse van Rensburg |
| 9. Juni            | Ronde van Zeeland Seaports         | 1.1  | Reinardt Janse van Rensburg |
| 15. August         | Prolog Volta a Portugal (EZF)      | 2.1  | Reinardt Janse van Rensburg |
| 26. August         | 10. Etappe Volta a Portugal        | 2.1  | Reinardt Janse van Rensburg |

## Abgänge – Zugänge
| Zugänge                          | Team 2011                      | Abgänge           | Team 2012 |
| -------------------------------- | ------------------------------ | ----------------- | --------- |
| Jacques Janse van Rensburg       | Burgos 2016-Castilla y León    | James Tennent     | Nu Water  |
| Jim Songezo                      | Team Bonitas                   | Dylan Girdlestone | Unbekannt |
| Tesfay Abraha                    | Neoprofi                       | Charles Keey      | Unbekannt |
| Calvin Beneke                    | Neoprofi                       | Stanley Namanyana | Unbekannt |
| Tsgabu Grmay                     | Neoprofi                       |                   |           |
| Meron Russom                     | Neoprofi                       |                   |           |
| Jani Tewelde                     | Neoprofi                       |                   |           |
| Jacobus Venter (ab 27. Juni)     | Differdange-Magic-SportFood.de |                   |           |
| Ferekalsi Debessay (ab 27. Juni) | Neoprofi                       |                   |           |

## Mannschaft
| Name                        | Geburtstag         | Nationalität |
| --------------------------- | ------------------ | ------------ |
| Tesfay Abraha               | 3. Oktober 1990    | Eritrea      |
| Calvin Beneke               | 24. Dezember 1991  | Südafrika    |
| Arran Brown                 | 24. März 1985      | Südafrika    |
| Ferekalsi Debessay          | 10. Januar 1983    | Eritrea      |
| Tsgabu Grmay                | 25. August 1991    | Äthiopien    |
| Jacques Janse van Rensburg  | 6. September 1987  | Südafrika    |
| Reinardt Janse van Rensburg | 3. Februar 1989    | Südafrika    |
| Lotto Petrus                | 3. Dezember 1987   | Namibia      |
| Johannes Nel                | 28. November 1991  | Südafrika    |
| Dennis van Niekerk          | 19. Oktober 1984   | Südafrika    |
| Adrien Niyonshuti           | 2. Februar 1987    | Ruanda       |
| Bradley Potgieter           | 11. Mai 1989       | Südafrika    |
| Meron Russom                | 12. März 1987      | Eritrea      |
| Jim Songezo                 | 17. September 1990 | Südafrika    |
| Jani Tewelde                | 1. Oktober 1990    | Eritrea      |
| Jacobus Venter              | 13. Februar 1987   | Südafrika    |
| Martin Wesemann             | 19. März 1984      | Südafrika    |